# Ectopleura antarctica
Ectopleura antarctica is een hydroïdpoliep uit de familie Tubulariidae. De poliep komt uit het geslacht Ectopleura. Ectopleura antarctica werd in 1914 voor het eerst wetenschappelijk beschreven door Billard. 